# Émetteur de Fleury
L'émetteur de Fleury, situé dans le département de l'Aisne, dans les Hauts-de-France (ex-Picardie), est un site de diffusion pour la TNT, la radio FM publique, la téléphonie mobile et la communication EDF.
Le site comporte un bâtiment et un pylône haubané d'une hauteur de 270 mètres et appartient à l'opérateur TDF. Il se trouve au « carrefour du Saut du Cerf », à 4 km de Fleury, 6 km de Villers-Cotterêts et à 18 km de Soissons.

## Télévision

### Analogique
| Chaîne            | Canal | Puissance (PAR) |
| ----------------- | ----- | --------------- |
| TF1               | 65V   | 25 kW           |
| France 2          | 59V   | 25 kW           |
| France 3 Picardie | 62V   | 25 kW           |
| France 5 / Arte   | 39V   | 25 kW           |
| M6                | 57V   | 25 kW           |

Le 2 février 2011, ces cinq chaînes ont cessé d'émettre en analogique dans la région. Canal+ était diffusée depuis l'émetteur de Crouy — sur le canal 7H avec 20 W de puissance (PAR) — jusqu'au 14 avril 2010.

### Numérique

#### Canaux, puissances et diffuseurs des multiplex
| Multiplex | Canaux | Puissances (PAR) | Diffuseur |
| --------- | ------ | ---------------- | --------- |
| R1        | 41V    | 7,9 kW           | TDF       |
| R2        | 36V    | 2,2 kW           | TDF       |
| R3        | 43V    | 2,4 kW           | TDF       |
| R4        | 46V    | 7,9 kW           | TDF       |
| R6        | 45V    | 7,9 kW           | TDF       |
| R7        | 40V    | 7,9 kW           | TDF       |

#### Composition des multiplex
Les multiplex présentés ci-dessous émettent depuis le 5 avril 2016, date du passage à la TNT en HD (norme MPEG-4). Elle marque la disparition des multiplex R5 et R8, le passage en clair de la chaîne LCI et, le 1er septembre 2016, le démarrage de France Info, la chaîne d'information du service public.
L'émetteur de Feury diffuse en polarisation verticale, c'est-à-dire que l'antenne de réception doit être positionnée avec ses éléments de manière verticale.

##### Multiplex R1
| LCN | Nom de la chaîne  |
| --- | ----------------- |
| 2   | France 2          |
| 3   | France 3 Picardie |
| 14  | France 4          |
| 27  | France Info       |
| 35  | Wéo Picardie      |

##### Multiplex R2
| LCN | Nom de la chaîne |
| --- | ---------------- |
| 8   | C8               |
| 15  | BFM TV           |
| 16  | CNews            |
| 17  | CStar            |
| 18  | Gulli            |

##### Multiplex R3
| LCN | Nom de la chaîne |
| --- | ---------------- |
| 4   | Canal+           |
| 26  | LCI              |
| 41  | Paris Première   |
| 42  | Canal+ Sport     |
| 43  | Canal+ Cinéma(s) |
| 45  | Planète+         |

##### Multiplex R4
| LCN | Nom de la chaîne |
| --- | ---------------- |
| 5   | France 5         |
| 6   | M6               |
| 7   | Arte             |
| 9   | W9               |
| 22  | 6ter             |

##### Multiplex R6
| LCN | Nom de la chaîne |
| --- | ---------------- |
| 1   | TF1              |
| 10  | TMC              |
| 11  | TFX              |
| 12  | NRJ 12           |
| 13  | LCP              |

##### Multiplex R7
| LCN | Nom de la chaîne |
| --- | ---------------- |
| 20  | TF1 Séries Films |
| 21  | L'Équipe         |
| 23  | RMC Story        |
| 24  | RMC Découverte   |
| 25  | Chérie 25        |

## Radio
L'émetteur de Fleury émet trois radios publiques avec une puissance commune de 13 kW.
| Fréquence | Radio          | Code RDS (PS) |
| --------- | -------------- | ------------- |
| 89.6      | France Culture | _CULTURE      |
| 91.1      | France Inter   | __INTER_      |
| 92.9      | France Musique | MUSIQUE_      |

## Téléphonie mobile, autres transmissions
L'émetteur de Fleury est également utilisé pour la téléphonie mobile et d'autres transmissions :
| Opérateur        | 2G  | 3G  | 4G  | FH  |
| ---------------- | --- | --- | --- | --- |
| Orange           | Oui | Oui | Oui | Oui |
| SFR              | Oui | Oui | Oui | Oui |
| Bouygues Telecom | Oui | Oui | Oui | Non |
| Free             | Non | Oui | Oui | Oui |

- EDF : COM TER
- TDF : faisceau hertzien